# Chelamela
Chelamela (Long Tom Creek Indijanci), Malena banda Kalapooian Indijanaca s Long Tom Creeka, pritoka Willamette u Oregonu, zvana po lokaciji i Long Tom Creek Indians. U kontakt s trgovcima krznom dolaze u ranom. 19. stoljeću. Bili su lovci, ribari i sakupljači O njihovim običajima nije ništa poznato. Zna se da su 1855. bili potpisnici u 'Dayton'skom ugovoru, a ostaci su im se najvjerojatnije otopili na rezervatu Grand Ronde. Vode se kao nestali. 